# 撫寧区
撫寧区（ふねい-く）は中華人民共和国河北省秦皇島市に位置する市轄区。

## 歴史
619年（武徳2年）、唐により盧竜県より分割設置された。1958年に昌黎県を編入したが、1961年に再分離され現在に至る。
2015年7月23日に国函[2015]121号という公文書により市轄区の撫寧区へ改編された。

## 行政区画
- 街道:驪城街道、南戴河街道
- 鎮:撫寧鎮、留守営鎮、楡関鎮、台営鎮、大新寨鎮、墳坨鎮
- 郷:茶棚郷

## 観光地
- 九門口長城 - 万里の長城は明の時代に大規模に修復されたが、その中でもここは川を跨いだ長城で、2万キロの中で唯一水上にあり、最高傑作と言われている。